# Юшанлы
Юшанлы (укр. Юшанли) — река в Запорожской области Украины, левый приток реки Молочной. Длина 94 км. Площадь водосборного бассейна 545 км². Уклон 1,8 м/км. 
Долина трапециевидная, шириной 3 км. Пойма шириной до 200 м, покрыта луговой растительностью. Русло извилистое, шириной 5-8 м, на значительном протяжении расчищенное. Используется для орошения. Летом мелеет, а иногда пересыхает.
Берёт начало у села Квитковое Черниговского района. Течёт по территории Приморского, Черниговского, Приазовского, Токмакского и Мелитопольского районов Запорожской области.
Притоки: Сысыкулак, Чукрак.

## История
На реке располагалось имение И. И. Корниса.
В конце июня — начале июля 1920 года на реке произошёл разгром конной группы Жлобы, когда конница Красной Армии, прорвавшая фронт противника, была окружена и разбита пехотой белогвардейской Русской армии Врангеля.